# Kabupaten Hulu Sungai Selatan
Kabupaten Hulu Sungai Selatan är ett kabupaten i Indonesien.   Det ligger i provinsen Kalimantan Selatan, i den västra delen av landet, 1 000 km öster om huvudstaden Jakarta. Antalet invånare är 212 485.